# Giæverryggen
Giæverryggen är en bergstopp i Antarktis. Den ligger i Östantarktis. Norge gör anspråk på området. Toppen på Giæverryggen är 1 519 meter över havet.
Terrängen runt Giæverryggen är en högslätt.  Trakten är obefolkad. Det finns inga samhällen i närheten.